# 다도코로 젠지로
다도코로 젠지로(일본어: 田所 善治郎, 1934년 7월 17일 ~ 2021년 1월 6일)는 일본의 전 프로 야구 선수이자 야구 지도자이다. 시즈오카현 야이즈시 출신이며 현역 시절 포지션은 투수였다.

## 인물
시즈오카 상업고등학교에서는 1952년에 에이스 겸 4번 타자로서 아이 도시하루와 배터리를 구성하여 제24회 선발 고등학교 야구 대회에 출전했다. 준결승전에서 야오 고등학교의 기무라 다모쓰와 투수전을 펼친 끝에 승리했다. 이후 결승에서는 히노 요시즈미가 소속된 나루토 고등학교를 꺾었고, 이 대회의 전 경기 완봉 승리로 시즈오카 상업고등학교를 선발 고등학교 야구 대회의 첫 우승으로 이끌었다. 전 경기 완봉 승리에서의 선발 고등학교 야구 대회의 우승은 노구치 지로, 오시마 노부오에 뒤를 이은 역대 3번째였다. 같은 해 여름에 개최된 야마가타·시즈오카 대회 준결승전에서는 에이스 야토 다카오를 거느린 쓰루 고등학교에게 패하여 탈락했다. 또 다른 팀 동료로는 중견수 요코야마 마사히로, 포수 아이 도시하루 등이 있었다.
고교 졸업 후 1953년 고쿠테쓰 스왈로스에 입단, 같은 해 4월부터 선발진의 일원으로 기용됐다. 프로 5년째인 1957년에는 에이스 가네다 마사이치와 함께 선발의 주축 투수로서 시즌 15승 21패를 기록하여 첫 두 자릿수 승수를 기록했다. 1959년에도 시즌 11승을 기록했지만 그 이후에는 승수가 적어지면서 극도의 부진에 시달렸고 1964년을 끝으로 현역에서 은퇴했다. 이듬해부터는 고쿠테쓰에 잔류하여 코치로 활동했다. 그 후에는 시즈오카현 야구 연맹 경기 임원으로서 ‘야이즈 리틀 하야부사’라는 소년 야구 팀의 대표를 맡았다. 2021년 1월 6일에 향년 86세의 일기로 사망했다.
현역 시절에는 오버핸드에서 드롭 커브, 커브, 슈토, 싱커를 주무기로 삼았다.

## 에피소드
- 1967년 7월 요미우리 자이언츠전에서 1루 코치로 있을 때 안타를 친 데이브 로버츠에게 ‘노, 노’라고 말했는데 로버츠는 이를 ‘고, 고’로 잘못 알아듣는 바람에 결국 주루사를 당했고 팀도 1점차로 져서 요미우리한테 개막 이후부터 10연패 수렁에 빠졌다.
- 고쿠테쓰의 간판 에이스로 활약했던 가네다와의 만남은 1950년에 시즈오카 상업고등학교가 아이치현 오카자키시에 원정갔을 때 교에이 상업고등학교와 오카자키 고등학교와의 연습 경기를 관전했을 때의 일이었다. 3년 후인 1953년에 다도코로가 고쿠테쓰에 입단했을 때 가네다는 직구와 드롭 커브밖에 던지지 못하는 다도코로에게 슈토와 슬라이더 등 자신이 가진 변화구 쥐는 법을 모두 가르쳐줬다고 한다. 다도코로는 가네다를 평가하길 “나에게는 야구 선생님이었다. 무섭다는 이미지가 있지만 실제로는 후배에게는 매우 자상하고, 스프링 캠프에서도 자신이 머무는 방에 스스로 마실 물을 준비할 정도로 컨디션 관리에는 신경을 썼다”라고 밝혔다.[4]

## 상세 정보

### 출신 학교
- 시즈오카 현립 시즈오카 상업고등학교

### 선수 경력
- 고쿠테쓰 스왈로스(1953년 ~ 1964년)

### 개인 기록
- 한 경기 최다 피홈런(센트럴 리그 기록) : 7개(1958년 6월 1일)

### 등번호
- 46(1953년)
- 11(1954년 ~ 1964년)

### 연도별 투수 성적
| 연 도       | 소 속       | 등 판 | 선 발 | 완 투 | 완 봉 | 무 4 구 | 승 리 | 패 전 | 세 이 브 | 홀 드 | 승 률 | 타 자 | 이 닝  | 피 안 타 | 피 홈 런 | 볼 넷 | 고 4 | 몸 맞 | 탈 삼 진 | 폭 투 | 보 크 | 실 점 | 자 책 점 | 평 자 책 | W H I P |
| ----------- | ----------- | ----- | ----- | ----- | ----- | ------- | ----- | ----- | -------- | ----- | ----- | ----- | ------ | -------- | -------- | ----- | ---- | ----- | -------- | ----- | ----- | ----- | -------- | -------- | ------- |
| 1953년      | 고쿠테쓰    | 29    | 13    | 1     | 0     | 0       | 2     | 6     | --       | --    | .250  | 464   | 104.1  | 108      | 9        | 57    | --   | 1     | 54       | 2     | 0     | 50    | 45       | 3.86     | 1.58    |
| 1954년      | 고쿠테쓰    | 18    | 10    | 4     | 0     | 0       | 4     | 8     | --       | --    | .333  | 372   | 87.1   | 89       | 10       | 26    | --   | 1     | 38       | 1     | 0     | 44    | 36       | 3.68     | 1.32    |
| 1955년      | 고쿠테쓰    | 27    | 18    | 4     | 2     | 0       | 5     | 9     | --       | --    | .357  | 494   | 117.2  | 100      | 17       | 50    | 7    | 5     | 44       | 1     | 0     | 54    | 47       | 3.58     | 1.27    |
| 1956년      | 고쿠테쓰    | 45    | 22    | 3     | 2     | 0       | 7     | 7     | --       | --    | .500  | 651   | 165.2  | 132      | 14       | 44    | 6    | 4     | 95       | 2     | 0     | 46    | 39       | 2.11     | 1.06    |
| 1957년      | 고쿠테쓰    | 56    | 34    | 15    | 4     | 3       | 15    | 21    | --       | --    | .417  | 1172  | 301.1  | 221      | 15       | 77    | 11   | 4     | 162      | 2     | 0     | 93    | 81       | 2.41     | 0.99    |
| 1958년      | 고쿠테쓰    | 34    | 23    | 3     | 1     | 0       | 6     | 11    | --       | --    | .353  | 581   | 136.2  | 144      | 20       | 39    | 4    | 1     | 47       | 3     | 0     | 72    | 63       | 4.14     | 1.34    |
| 1959년      | 고쿠테쓰    | 42    | 21    | 5     | 2     | 2       | 11    | 6     | --       | --    | .647  | 665   | 158.2  | 155      | 23       | 47    | 4    | 1     | 67       | 3     | 0     | 75    | 62       | 3.51     | 1.27    |
| 1960년      | 고쿠테쓰    | 35    | 9     | 0     | 0     | 0       | 3     | 4     | --       | --    | .429  | 336   | 76.1   | 80       | 11       | 38    | 1    | 3     | 42       | 1     | 0     | 43    | 38       | 4.44     | 1.55    |
| 1961년      | 고쿠테쓰    | 25    | 2     | 1     | 0     | 0       | 0     | 3     | --       | --    | .000  | 202   | 48.2   | 45       | 2        | 20    | 1    | 1     | 24       | 0     | 0     | 18    | 15       | 2.76     | 1.34    |
| 1962년      | 고쿠테쓰    | 34    | 6     | 2     | 0     | 0       | 0     | 5     | --       | --    | .000  | 323   | 81.0   | 64       | 5        | 18    | 2    | 1     | 43       | 3     | 0     | 32    | 24       | 2.67     | 1.01    |
| 1963년      | 고쿠테쓰    | 35    | 4     | 0     | 0     | 0       | 3     | 2     | --       | --    | .600  | 282   | 72.0   | 62       | 12       | 22    | 0    | 1     | 29       | 0     | 0     | 29    | 28       | 3.50     | 1.17    |
| 1964년      | 고쿠테쓰    | 11    | 0     | 0     | 0     | 0       | 0     | 1     | --       | --    | .000  | 54    | 12.0   | 11       | 3        | 8     | 1    | 0     | 2        | 0     | 0     | 6     | 6        | 4.50     | 1.58    |
| 통산 : 12년 | 통산 : 12년 | 391   | 162   | 38    | 11    | 5       | 56    | 83    | --       | --    | .403  | 5596  | 1361.2 | 1211     | 141      | 446   | 37   | 23    | 647      | 18    | 0     | 562   | 484      | 3.20     | 1.22    |